# Edinho Nazareth Filho
Edino Nazareth Filho (* 5. Juni 1955 in Rio de Janeiro), kurz Edinho, ist ein ehemaliger brasilianischer Fußballspieler und aktueller -trainer.

## Spielerkarriere
Seine Fußballlaufbahn begann er im Jahre 1967 als Abwehrspieler bei Fluminense FC in Rio de Janeiro, wo er dann 1975 als Profi übernommen wurde. 1982 wechselte Edinho zu Udinese Calcio und spielte dann für diesen Verein bis 1987. Anschließend spielte er wieder in Rio, diesmal beim Flamengo Rio de Janeiro, wo er von 1987 bis 88 blieb. 1987 gewann man die Copa União 1987, der CBF verwehrte dem Klub die Anerkennung als Meister, weil dieser zu einem geplanten Finale nicht antrat. 1988 kehrte er dann für ein Jahr zum Fluminense FC zurück und beendete schließlich seine Fußballkarriere 1990 bei Grêmio Porto Alegre mit dem Gewinn der Copa do Brasil.
Von 1977 bis 1986 wurde Edinho 59-mal in die Fußballnationalmannschaft von Brasilien einberufen und erzielte in dieser Zeit drei Tore für Brasilien. Er belegte mit seinem Team bei der Fußball-Weltmeisterschaft 1978 in Argentinien den dritten Platz. 1976 spielte er außerdem in der Olympiaauswahl seines Landes.

## Trainerlaufbahn
Nach Beendigung seiner Spielerlaufbahn wechselte Edinho 1991 wieder zu Fluminense und begann bei seinem Lieblingsclub eine Trainerkarriere. Insgesamt war er dreimal Trainer bei diesem Verein (1991, 1993 und 1998). 1992 Traineramt bei Botafogo, 1993–1994 Marítimo Funchal in Portugal, 1994/95 dann bei Flamengo, 1996 bei EC Vitória und 1997 bei Portuguesa. Weitere Stationen waren: 1998–2002 Grêmio Porto Alegre, 2002–2003 Goiás EC, 2003 EC Bahia und EC Vitória, 2004–2005 Brasiliense FC, 2005 Athletico Paranaense, Sport Recife und 2006–2007 wieder bei Portuguesa. 2009 war Edinho als Trainer bei Boavista SC tätig.

## Erfolge

### Als Spieler
Flamengo
- Staatsmeisterschaft von Rio de Janeiro (3): 1975, 1976, 1980
- Brasilianischer Meister: 1987 Titel durch den CBF nicht anerkannt

Grêmio
- Staatsmeisterschaft von Rio Grande do Sul: 1989
- Copa do Brasil: 1989

Nationalmannschaft
- Sieger Panamerikanische Spiele: 1975
- WM-Dritter: 1978 (3 Spiele / 0 Tore)

### Als Trainer
- Taça Guanabara (2): 1991, 1993
- Staatsmeisterschaft von Bahia: 1996
- Staatsmeisterschaft von Goiás: 2002
- Copa Centro-Oeste: 2002
- Meister Série B: 2004

| Personendaten    | Personendaten                               |
| ---------------- | ------------------------------------------- |
| NAME             | Filho, Edinho Nazareth                      |
| ALTERNATIVNAMEN  | Edinho (Künstlername)                       |
| KURZBESCHREIBUNG | brasilianischer Fußballspieler und -trainer |
| GEBURTSDATUM     | 5. Juni 1955                                |
| GEBURTSORT       | Rio de Janeiro, Brasilien                   |